# Coelogyne odoardi
Coelogyne odoardi é uma espécie de orquídea epífita, família Orchidaceae, originária de Borneu.